# Taieria elongata
Taieria elongata är en spindelart som beskrevs av Forster 1979. Taieria elongata ingår i släktet Taieria och familjen plattbuksspindlar. Inga underarter finns listade i Catalogue of Life.